# 2014-es labdarúgó-világbajnokság-selejtező (CAF – 3. forduló)
A 2014-es labdarúgó-világbajnokság afrikai selejtezőjének 3. fordulójának mérkőzéseit tartalmazó lapja.

## Lebonyolítás
A harmadik fordulóban a második forduló 10 továbbjutója vett részt. 5 párosítást sorsoltak, a csapatok oda-visszavágós rendszerben mérkőztek meg. Az öt párosítás győztese kijutott a 2014-es labdarúgó-világbajnokságra. A mérkőzéseket 2013 októberében és novemberében játszották.

## Sorsolás
A kiemelést a 2013. szeptemberi FIFA-világranglista alapján végezték. A párosítások sorsolását 2013. szeptember 16-án tartották Kairóban.
| Kiemelt | Kiemelt          | Kiemelt                  | Nem kiemelt | Nem kiemelt  | Nem kiemelt              |
| Csoport | Győztes          | Világranglista- helyezés | Csoport     | Győztes      | Világranglista- helyezés |
| ------- | ---------------- | ------------------------ | ----------- | ------------ | ------------------------ |
| C       | Elefántcsontpart | 19.                      | G           | Egyiptom     | 50.                      |
| D       | Ghána            | 24.                      | E           | Burkina Faso | 51.                      |
| H       | Algéria          | 28.                      | I           | Kamerun      | 61.                      |
| F       | Nigéria          | 36.                      | J           | Szenegál     | 66.                      |
| B       | Tunézia          | 46.                      | A           | Etiópia      | 93.                      |

## Párosítások
| 1. csapat        | Össz.Tooltip Aggregate score | 2. csapat | 1. mérk. | 2. mérk. |
| ---------------- | ---------------------------- | --------- | -------- | -------- |
| Elefántcsontpart | 4–2                          | Szenegál  | 3–1      | 1–1      |
| Etiópia          | 1–4                          | Nigéria   | 1–2      | 0–2      |
| Tunézia          | 1–4                          | Kamerun   | 0–0      | 1–4      |
| Ghána            | 7–3                          | Egyiptom  | 6–1      | 1–2      |
| Burkina Faso     | 3–3 (i.g.)                   | Algéria   | 3–2      | 0–1      |

## Mérkőzések
| 2013. október 12. 17:00 (UTC±0) |

| Elefántcsontpart                                   | 3–1               | Szenegál       |
| -------------------------------------------------- | ----------------- | -------------- |
| Drogba 5' (11-esből) L. Sané 14' (öngól) Kalou 50' | (2–0) Jegyzőkönyv | P. Cissé 90+6' |

| Stade Félix Houphouët-Boigny, Abidjan Nézőszám: 30 000 Játékvezető: Rajindraparsad Seechurn (mauritiusi) |

| 2013. november 16. 19:00 (UTC±0) |

| Szenegál           | 1–1               | Elefántcsontpart |
| ------------------ | ----------------- | ---------------- |
| Sow 77' (11-esből) | (0–0) Jegyzőkönyv | Kalou 90+4'      |

| Stade Mohamed V, Casablanca (Marokkó) Nézőszám: 15 000 Játékvezető: Dzsamel Hajmúdi (algériai) |

| 2013. október 13. 16:00 (UTC+3) |

| Etiópia    | 1–2               | Nigéria                    |
| ---------- | ----------------- | -------------------------- |
| Gobeze 57' | (0–0) Jegyzőkönyv | Emenike 67' 90' (11-esből) |

| Nézőszám: 22 000 Játékvezető: Neant Alioum (kameruni) |

| 2013. november 16. 16:00 (UTC+1) |

| Nigéria                         | 2–0               | Etiópia |
| ------------------------------- | ----------------- | ------- |
| Moses 20' (11-esből) Obinna 82' | (1–0) Jegyzőkönyv |         |

| U. J. Esuene Stadium, Calabar Nézőszám: 8000 Játékvezető: Bakary Gassama (gambiai) |

| 2013. október 13. 18:00 (UTC+1) |

| Tunézia | 0–0         | Kamerun |
| ------- | ----------- | ------- |
|         | Jegyzőkönyv |         |

| Stade Olympique de Radès, Radès Nézőszám: 30 900 Játékvezető: Koman Coulibaly (mali) |

| 2013. november 17. 15:00 (UTC+1) |

| Kamerun                              | 4–1               | Tunézia     |
| ------------------------------------ | ----------------- | ----------- |
| Webó 4' Moukandjo 30' Makoun 65' 86' | (2–0) Jegyzőkönyv | Akaïchi 49' |

| Stade Ahmadou Ahidjo, Yaoundé Nézőszám: 35 570 Játékvezető: Rajindraparsad Seechurn (mauritiusi) |

| 2013. október 15. 16:00 (UTC±0) |

| Ghána                                                                   | 6–1               | Egyiptom                 |
| ----------------------------------------------------------------------- | ----------------- | ------------------------ |
| Gyan 5' 53' Gomaa 22' (öngól) Waris 44' Muntari 72' (11-esből) Atsu 89' | (3–1) Jegyzőkönyv | Aboutrika 41' (11-esből) |

| Baba Yara Stadium, Kumasi Nézőszám: 38 000 Játékvezető: Bouchaïb El Ahrach (marokkói) |

| 2013. november 19. 18:00 (UTC+2) |

| Egyiptom          | 2–1   | Ghána       |
| ----------------- | ----- | ----------- |
| Zaki 25' Gedo 83' | (1–0) | Boateng 89' |

| 30 June Stadium, Cairo Játékvezető: Noumandiez Doué (elefántcsontparti) |

| 2013. október 12. 16:00 (UTC±0) |

| Burkina Faso                                    | 3–2               | Algéria                  |
| ----------------------------------------------- | ----------------- | ------------------------ |
| Pitroipa 45+2' D. Koné 65' Bancé 86' (11-esből) | (1–0) Jegyzőkönyv | Feghouli 50' Medjani 69' |

| Stade du 4-Août, Ouagadougou Nézőszám: 31 000 Játékvezető: Janny Sikazwe (zambiai) |

| 2013. november 19. 19:15 (UTC+1) |

| Algéria       | 1–0               | Burkina Faso |
| ------------- | ----------------- | ------------ |
| Bougherra 49' | (0–0) Jegyzőkönyv |              |

| Stade Mustapha Tchaker, Blida Nézőszám: 35 000 Játékvezető: Badara Diatta (szenegáli) |